# Річ Кінг (баскетболіст)
Томас Річард «Річ» Кінг (англ. Thomas Richard "Rich" King; нар. 4 квітня 1969, Лінкольн, Небраска, США) — американський професіональний баскетболіст, що грав на позиції центрового за команду НБА «Сіетл Суперсонікс».

## Ігрова кар'єра
Починав грати у баскетбол у команді старшої школи Гаррі Берка (Омаха, Небраска). На університетському рівні грав за команду Небраска (1987—1991).
1991 року був обраний у першому раунді драфту НБА під загальним 14-м номером командою «Сіетл Суперсонікс». Захищав кольори команди із Сіетла протягом 4 сезонів. Через постійні травми був змушений достроково закінчити спортивну кар'єру.